# Surplus del consumatore
Il surplus (o rendita) del consumatore è la differenza positiva fra il prezzo che un individuo è disposto a pagare per ricevere un determinato bene o servizio e il prezzo di mercato dello stesso bene. 
Il massimo che un consumatore è disposto a pagare viene detto "prezzo di riserva".
Ad esempio: se un individuo è disposto a pagare 100 euro per un determinato bene, ma ottiene infine lo stesso bene a 70 euro, avrà un surplus (totalmente psicologico) di 30 euro.
Con riferimento all'intero mercato, per estensione, si chiama surplus del consumatore la somma totale dei surplus individuali.
In generale, la domanda di un bene diminuisce all'aumentare del prezzo (fanno eccezione i beni ad elasticità nulla e i beni di Giffen). La curva di domanda ha quindi un andamento decrescente.

Surplus del consumatore

La curva di offerta (corrispondente, in microeconomia, al tratto crescente della curva del costo marginale), ha invece un andamento crescente, in quanto un aumento del prezzo induce un aumento dell'offerta.
Rappresentando le due curve con due rette, come nella figura a lato, domanda e offerta si incontrano nel punto E. A sinistra di tale punto, il consumatore è disposto a pagare il prezzo {\displaystyle \ P_{max}} per la prima quantità del bene, poi prezzi via via minori per quantità successive. Finché la curva di domanda si trova sopra quella di offerta, il consumatore è disposto a pagare un prezzo superiore a quello offerto dall'impresa; l'impresa quindi aumenta la sua offerta, chiedendo un prezzo via via più alto, fino ad offrire la quantità {\displaystyle \ Q_{e}} al prezzo {\displaystyle \ P_{e}}. A destra del punto di equilibrio, invece, l'impresa offre maggiori quantità del bene, ma, per poterlo fare, deve aumentare il prezzo ad un livello superiore a quello che il consumatore è disposto a pagare (la curva di domanda si trova sotto quella di offerta); la domanda quindi diminuisce e l'impresa riduce la sua offerta fino alla quantità {\displaystyle \ Q_{e}}.
Da ciò segue che, quando si raggiunge l'equilibrio, il consumatore paga il prezzo di equilibrio {\displaystyle P_{e}} per tutta la quantità consumata del bene, anche per quelle "dosi" che sarebbe stato disposto a pagare ad un prezzo più alto. Il suo surplus, SC, è quindi pari all'area del triangolo {\displaystyle P_{e}\,P_{max}\,E}:
{\displaystyle SC={\frac {1}{2}}Q_{e}(P_{max}-P_{e})}
Nel caso più generale, in cui le curve di domanda e offerta non sono rette, il surplus del consumatore è pari alla differenza tra l'integrale definito della funzione di domanda inversa {\displaystyle \ D^{-1}(Q)} sull'intervallo {\displaystyle \ [0,Q_{e}]} e l'integrale della funzione costante {\displaystyle \ f(Q)=P_{e}} sullo stesso intervallo, pari all'area {\displaystyle \ Q_{e}P_{e}} del rettangolo {\displaystyle \ 0P_{e}EQ_{e}}:
{\displaystyle SC=\int _{0}^{Q_{e}}D^{-1}(Q)\;dQ\;-\;Q_{e}P_{e}} dove {\displaystyle \ D^{-1}(0)=P_{max}}
Modo alternativo di misurare il surplus del consumatore è quello di calcolare l'integrale definito della funzione di domanda tra {\displaystyle \ P_{e}} e {\displaystyle \ P_{max}}:
{\displaystyle SC=\int _{P_{e}}^{P_{max}}D(P)\;dP}

## Da Dupuit a Marshall
Il concetto di surplus del consumatore rimonta a Jules Dupuit ed è stato perfezionato da Alfred Marshall.
Prendere la differenza tra il prezzo che il consumatore sarebbe disposto a pagare piuttosto che rinunciare al bene (prezzo massimo) e il prezzo pagato è il surplus del consumatore solo se l'utilità marginale del reddito è costante. Infatti, sia q=q(p,y) la funzione di domanda, dove p è il prezzo (o il vettore dei prezzi) e y il reddito. Il surplus del consumatore quando il prezzo passa da p0 (per esempio, il prezzo massimo) a p1 (per esempio, il prezzo d'equilibrio) è:
{\displaystyle SC=\int _{p_{1}}^{p_{o}}q(p,y)\,dp}
Sia v(p,y) la funzione di utilità indiretta (l'utilità massima del consumatore quando i prezzi sono p e il reddito y). Possiamo scrivere così l'identità di Roy:
{\displaystyle q(p,y)=-{\frac {\partial v}{\partial p}}/{\frac {\partial v}{\partial y}}=-{\frac {1}{\lambda }}{\frac {\partial v}{\partial p}}}
dove {\displaystyle \lambda ={\frac {\partial v}{\partial y}}} è l'utilità marginale del reddito.
Il surplus del consumatore diventa quindi:
{\displaystyle S=\int _{p_{1}}^{p_{o}}-{\frac {1}{\lambda }}{\frac {\partial v}{\partial p}}\,dp}
Se l'utilità marginale del reddito è costante, come suggerito da Marshall, possiamo scrivere:
{\displaystyle S={\frac {1}{\lambda }}\mid -v(p,y)\mid _{p_{1}}^{p_{o}}={\frac {1}{\lambda }}[v(p_{1},y)-v(p_{o},y)]}
Il termine a destra (tra parentesi) rappresenta la variazione dell'utilità. L'utilità marginale del reddito trasforma questa grandezza, che non può essere misurata, in un valore monetario (il termine a sinistra). Infatti la superficie sotto la curva di domanda è il prodotto di un prezzo con una quantità. Abbiamo dunque un metodo operazionale per calcolare la variazione dell'utilità.
Tuttavia, l'ipotesi di un'utilità marginale del reddito costante è un'ipotesi restrittiva e poco realista. Se il consumatore deve pagare un prezzo più alto per le prime unità di un bene, avrà un montante più piccolo per pagare le altre unità. L'utilità marginale non è costante. Marshall suppone allora un'utilità marginale del reddito approssimativamente costante dicendo che la somma pagata per l'acquisto di un bene rappresenta una piccola parte del reddito.

## La variazione compensata e la variazione equivalente
Nel caso generale di un'utilità marginale variabile, si può calcolare il "vero" surplus del consumatore nel modo seguente. Supponiamo che il prezzo del pane diminuisca da p0 a p1. La sua utilità aumenta, poiché può comperare il pane ad un prezzo inferiore. Il "vero" surplus del consumatore è allora il reddito che bisogna sottrarre al consumatore affinché la sua utilità non cambi. Questa somma è chiamata la variazione compensativa (o variazione compensata).
Può essere definita utilizzando la funzione di spesa, che è la spesa minima per ottenere un certo livello di utilità (u0):
{\displaystyle \ E(p,u)=\min p\cdot x\quad {\text{sotto il vincolo}}\quad u(x)=u_{0}}
La variazione compensativa è allora:
{\displaystyle \ CV=E(p_{0},u_{0})-E(p_{1},u_{0})}
Si potrebbe anche considerare il livello di utilità dopo il ribasso del prezzo (u1). Supponiamo che il governo voglia impedire la diminuzione del prezzo del pane allo scopo di garantire il reddito degli agricoltori. La somma da dare al consumatore per compensare il ribasso che non c'è stato è chiamata variazione equivalente:
{\displaystyle \ EV=E(p_{0},u_{1})-E(p_{1},u_{1})}
Secondo il lemma di Shephard, derivando la funzione di spesa rispetto al prezzo si ottiene la funzione di domanda condizionale (o compensata), o domanda hicksiana, in onore di John Hicks: 
{\displaystyle \ {\frac {\partial E(p,u_{0})}{\partial p_{i}}}=h(p,u_{0})}
La domanda usuale è invece chiamata domanda walrasiana (o marshalliana), in onore di Léon Walras e Alfred Marshall.
Se prendiamo la superficie sotto la domanda compensata si ottiene la variazione compensata:
{\displaystyle \ \int _{p_{1}}^{p_{0}}{\frac {\partial E}{\partial p_{i}}}\,dp_{i}=E(p_{0},u_{0})-E(p_{1},u_{0})=CV}
Siccome questa superficie è sovente più piccola di quella sotto la domanda marshalliana, il surplus del consumatore sopravvaluta la variazione dell'utilità, anche se sovente la differenza non è grande. Per il calcolo della variazione compensata si può effettuare un'integrazione numerica della funzione di spesa. Inoltre, se abbiamo la funzione di domanda usuale è facile ottenere la funzione di spesa.